# 高井蘭童
高井 蘭童（たかい らんどう、1973年11月8日 - ）はサンパウロ州サンパウロ出身の通訳。

## 概要
両親は日本人であったものの、本人は10代半ばまでブラジルで育っており日本語は挨拶程度しか話すことができなかった。2003年に鹿島アントラーズに所属。鈴木國弘の後釜として通訳の仕事を務めることとなった。

## 通訳歴
- 1995年 - 1996年 柏レイソル
- 1996年 - 1999年 横浜フリューゲルス
- 2000年 - 2002年 大宮アルディージャ
- 2001年 FIFAコンフェデレーションズカップ2001 ブラジル代表
- 2002年 2002 FIFAワールドカップ ブラジル代表
- 2003年 - 2022年 鹿島アントラーズ
- 2023年 - アスルクラロ沼津 コーチ兼通訳